# Großsteingrab Siedentramm
Das Großsteingrab Siedentramm war eine mögliche megalithische Grabanlage der jungsteinzeitlichen Tiefstichkeramikkultur bei Siedentramm, einem Ortsteil der Gemeinde Klötze im Altmarkkreis Salzwedel, Sachsen-Anhalt. Es wurde wohl spätestens im 19. Jahrhundert zerstört. Eine Beschreibung der Anlage liegt nicht vor, ihre mögliche Existenz ist nur durch die Bezeichnung „Steinkammer“ auf einem historischen Messtischblatt belegt. Dieser Ort befindet sich etwa einen Kilometer westlich von Siedentramm, südlich des Weges nach Poppau.